# Ramas-Schengelia-Stadion
Das Ramas-Schengelia-Stadion (georgisch რამაზ შენგელიას სახელობის სტადიონი) ist ein Fußballstadion mit Leichtathletikanlage in der drittgrößten georgischen Stadt Kutaissi, Hauptstadt der Region Imeretien. Es ist seit der Eröffnung der Austragungsort der Heimspiele des Fußballvereins Torpedo Kutaissi, gegenwärtig in der höchsten Spielklasse des Landes, der Erovnuli Liga. Die Anlage trägt den Namen des in Kutaissi geborenen Fußballspielers Ramas Schengelia (1957–2012).

## Geschichte
Der Entwurf lag 1948 vor. Im folgenden Jahr begannen die Bauarbeiten, doch der Fortgang der Errichtung entwickelte sich jedoch sehr schleppend. 1956 war der Großteil des Stadions fertiggestellt. Bis zur Eröffnung sollte es noch bis zum 2. Mai 1962 dauern. 1998 wurde die Sportstätte  renoviert. 2010 wurde das Ramas-Schengelia-Stadion in ein Sitzplatzstadion umgewandelt und die Haupttribüne überdacht, um den Anforderungen der UEFA zu entsprechen. Von den bisherigen 19.400 Plätze blieben 12.000 auf den Rängen übrig. Mit der Sanierung änderte sich der Name. Aus dem Zentralstadium Kutaissi wurde bis 2015 das Giwi-Kiladse-Stadion, einem lokal bekannten Sportler. Es bietet momentan 14.700 Plätze auf den Rängen. Das Spielfeld besteht aus einem Naturrasen, aber eine Rasenheizung ist nicht vorhanden.